# Северозападна покрајина (Јужноафричка Република)
Северозападна покрајина (енгл. North West) је покрајина у Јужноафричкој Републици. Главни град покрајине је Мафикенг. Настала је након пада апартхејда 1994. године. Већина становништва говори језик Тсвана.